# جون كوبر (سياسي)
جون كوبر (بالإنجليزية: John Cooper)‏ هو سياسي أمريكي، ولد في 1947 في هيبير سبرينغز في الولايات المتحدة. حزبياً، نشط في الحزب الجمهوري. وقد انتخب عضو مجلس ولاية أركنساس (2014 – ).